# Herbita decurtaria
Herbita decurtaria là một loài bướm đêm trong họ Geometridae.